# Divisió (Mossos d'Esquadra)

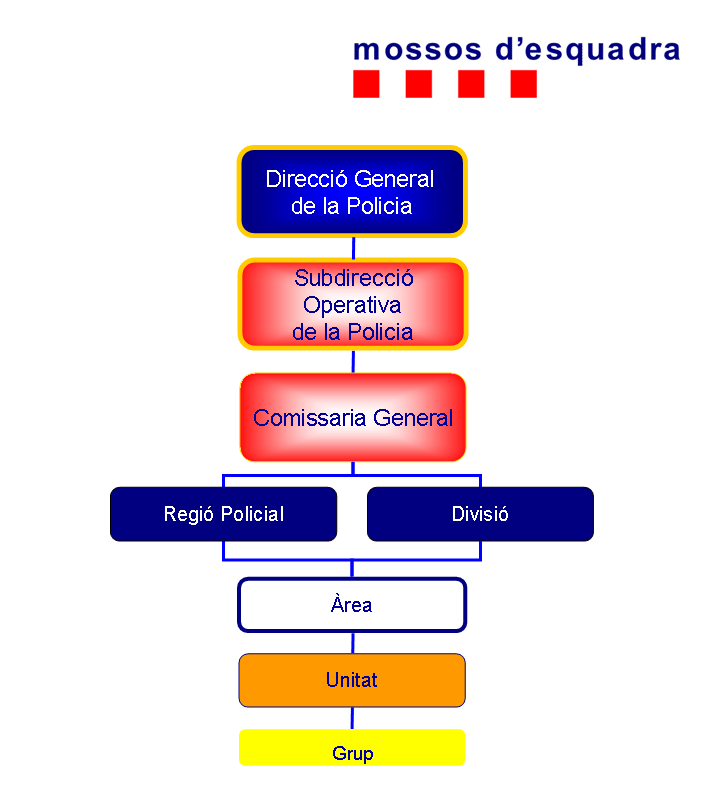
Rangs dels organismes de la policia catalana.

Una divisió és cadascun dels 10 organismes policials centrals dels Mossos d'Esquadra. Cada divisió agrupa una sèrie d'àrees més concretes que desenvolupen una tasca policial específica. Les divisions estan al mateix rang que les regions policials; són inferiors a les comissaries generals i superiors a les àrees, segons la jerarquia dels organismes policials dels Mossos d'Esquadra.
El comandament d'una divisió està en mans de dues persones: En primer lloc la persona cap, que és sempre un comissari o un intendent de la policia catalana, i en segon lloc la persona sotscap, que normalment és d'un rang inferior. De les 10 divisions de la policia catalana, 8 depenen de les diverses comissaries generals, i les dues restants depenen directament de la Direcció General de la Policia.